# Leipziger Schule (bildende Kunst)
Die Leipziger Schule ist eine Strömung der modernen Malerei der 1970er bis 1980er Jahre, die von überwiegend in Leipzig wohnenden und arbeitenden Malern gegründet und geprägt wurde.

## Ursprung

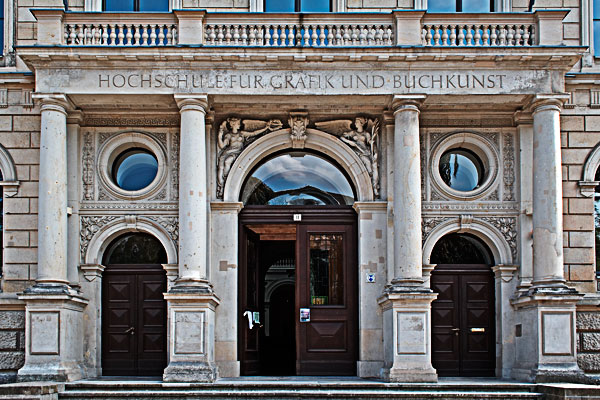
Hochschule für Grafik und Buchkunst Leipzig: Die Keimzelle der Leipziger Schule

Erste Ursprünge der so genannten Leipziger Schule wurzeln in der Künstlerszene der Stadt der 1960er Jahre. Als Vorbereiter und Lehrer gelten Walter Arnold, Harald Hellmich, Gerhard Kurt Müller, Elisabeth Voigt, Ernst Hassebrauk und Max Schwimmer.
Zu den Gründern werden Hans Mayer-Foreyt, Bernhard Heisig, Wolfgang Mattheuer, Werner Tübke und Gerhard Kurt Müller gezählt. Alle studierten an der Leipziger Kunstakademie, der heutigen Hochschule für Grafik und Buchkunst Leipzig (HGB), an der sie später als Professoren tätig waren. Ihre unverwechselbare, eigenwillige Bildsprache machte Leipzig zu einem in der DDR beachteten Zentrum der bildenden Kunst.

## Stilistik
Der Begriff „Leipziger Schule“ beschreibt keine bestimmte Lehrmethode. Im Gegenteil, die Leipziger Schule weist ein Nebeneinander unzähliger Stilformen auf. Doch stil- und generationsübergreifend steht sie für hohen künstlerischen Anspruch, verbunden mit bewusster Gesellschaftsanalyse, vorgetragen mit bemerkenswertem handwerklichen Können. Bernhard Heisig gilt als der Hauptvertreter der erstgenannten Gruppe, deren Werke sich durch leidenschaftliche Farbbehandlung auszeichnen. Zu ihr rechnet Lang unter anderem Hartwig Ebersbach, Gudrun Brüne, Sighard Gille und Frank Ruddigkeit, sowie den Grafiker Peter Schnürpel. Sehr inhomogen ist die zweite, „sachliche“ Strömung, für die der Begriff „Leipziger Schule“ ursprünglich geprägt wurde. Während Wolfgang Mattheuer in seinen Bildern dialektische Metaphern und Allegorien entwickelt, stilistisch mit der Neuen Sachlichkeit verbunden, aber auch mit den deutschen Romantikern, ist das Markenzeichen von Werner Tübkes Arbeiten seine artistisch hoch kultivierte Malweise, geschult an den großen Malern der Renaissance. Zu dieser zweiten Gruppe gehören unter anderem Maler wie Heinz Zander, Heinz Plank, Volker Stelzmann, Ulrich Hachulla, Arno Rink, Andreas Wachter, Petra Flemming, Erich Kissing und Wolfgang Peuker, aber auch die „neoveristischen Stadtlandschafter“, wie Lang sie nennt: Kurt Dornis, Günter Thiele und der surreal verfremdende Romantiker Günter Richter. Auch Doris Ziegler gilt als eine der bedeutendsten Vertreterinnen der Leipziger Schule.
Laut Droschke handelt es sich bei den Werken der Leipziger Schule um DDR-Kunst, die sich den staatlichen Vorgaben beugte, sich aber bei genauerem Hinsehen doch als deutlich kritisch zu erkennen gibt.

## Weitere Entwicklung
Mit Neo Rauch gelangte spätestens 2002 ein Schüler von Arno Rink und Bernhard Heisig zu internationalem Ansehen. Ab 2004 gelangten weitere, jüngere Schüler von Sighard Gille und Arno Rink und Absolventen der Hochschule für Grafik und Buchkunst zu Ansehen und wurden als „junge Stars“ des Kunstmarktes angesehen. Zusammen mit Neo Rauch werden diese Künstler unter dem Begriff Neue Leipziger Schule subsumiert.